# Huerniopsis atrosanguinea
Huerniopsis atrosanguinea är en oleanderväxtart som först beskrevs av Nicholas Edward Brown, och fick sitt nu gällande namn av A. White och Sloane. Huerniopsis atrosanguinea ingår i släktet Huerniopsis och familjen oleanderväxter. Inga underarter finns listade i Catalogue of Life.